# Mathis (Texas)
Mathis város az USA Texas államában San Patricio megyében. Lakosainak száma 4333 fő (2020. április 1.).

## Népesség
A település népességének változása:
| Lakosok száma | 5034 | 4942 | 4333 |
|               | 2000 | 2010 | 2020 |